# Попо I (Истрия)
Попо I (Poppo I, Boppo, * пр. 1012, † 13 юли ок. 1044) от фамилията Ваймар-Орламюнде, е маркграф на Истрия от 1012 г. и маркграф на Крайна от 1040 г.

## Биография
Той е вторият син на граф Вилхелм II († 24 декември 1003) и брат на Вилхелм III († 16 април 1039), граф на Ваймар от 1003.
Попо I се жени за Хадамут от Истрия († сл. 1040), дъщерята на граф Вериганд от Истрия-Фриули и на Вилибирг, дъщерята на граф Улрих от Еберсберг († 1029) от род Зигхардинги. Тя му донася полуостров Истрия като зестра.

## Деца
- Улрих I († 6 март 1070), маркграф на Истрия-Крайна